# Кушлянщина
Кушлянщина — деревня в Смоленской области России, в Смоленском районе. Входит в состав Хохловского сельского поселения.
Население — 29 жителей (2007 год).
Расположена в западной части области в 12 км к юго-западу от г. Смоленска, в 5 км к югу от автодороги Р135 (Смоленск — Красный — Гусино). Через деревню протекает река Мошна.

## Достопримечательности
Комплекс памятников археологии:
- Городище на территории деревни. Относится к типу «болотных» городищ. Использовалось на рубеже 1-го и 2-го тысячелетий н. э.
- Курганная группа (80 курганов, большинство шаровидных, 1 длинный) к северу от деревни. Насыпаны кривичами на рубеже 1-го и 2-го тысячелетий н. э. А. Н. Лявданский в 1920-х годах изучал курганный могильник и городище на северной окраине деревни Кушлянщина на правом берегу реки Мошны. В 1984 году Е. А. Шмидтом была проведена паспортизация курганного могильника, городища у деревни Кушлянщина. В 1986—1988 годах курганный могильник у деревни Кушлянщина изучался С. С. Ширинским. Им было раскопано 11 курганов, 8 из которых содержали погребения совершенные по обряду трупосожжения, 2 кургана содержали остатки трёх захоронений, совершённых по обряду трупоположения[1][2][3][4].
- Селище древнерусского населения напротив городища. Использовалось до XIII века.